# Беспорядки на Шри-Ланке (1977)
 Беспорядки на Шри-Ланке произошли в 1977 году во время всеобщих выборов в Шри-Ланке.

## Предпосылки
После обретения независимости тамильские партии просили о предоставлении больших властных полномочий для севера и востока Шри-Ланки, где тамилы составляли большинство населения. Было заключено несколько соглашений (как минимум два) с премьер-министрами, но ни одно из них не было выполнено. Наконец, доведенные до отчаяния тамильские лидеры решили, что не существует никакой возможности сосуществования в одном государстве, и единственным решением является создание отдельного независимого государства.
В 1976 году, основные тамильские партии приняли резолюцию, призывающую к созданию отдельного государства.
На выборах 1977 года все тамильские районы проголосовали за Объединенный Тамильский Фронт Освобождения — организацию, открыто стоящую на позициях сепаратизма. В течение нескольких лет происходили периодические нападения на армию, осуществляемые военизированными тамильскими группировками.

## Погром левых
До выборов 1977 года, Жауварден пообещал, что даст полиции недельный отпуск, чтобы его сторонники могли атаковать членов противоборствующих сторон. После его победы, правительство начало беспрецедентное государственное насилие против оппозиции, сделав своей мишенью членов Партии свободы Шри-Ланки, Партии общественного равенства, Коммунистической партии Шри-Ланки и Народной демократической партии Шри-Ланки. В частности около 9000 семей были изгнаны из домов, многие из которых были уничтожены.

## Этнические беспорядки
Существовали разные убеждения о том, как начались беспорядки. Некоторые считают, что они начались, когда возник спор, четверо полицейских вошли на карнавал без билетов. Видимо полицейские были в состоянии алкогольного опьянения и продолжали атаковать тех, кто просил деньги за билеты.
Другие считают, что инцидент на карнавале был предлогом, и произошедшая драка была организованно проведена.